# ルイーゼ・フォン・ブランデンブルク＝シュヴェート
ルイーゼ・ヘンリエッテ・ヴィルヘルミーネ・フォン・ブランデンブルク＝シュヴェート（Luise Henriette Wilhelmine von Brandenburg-Schwedt, 1750年9月24日 - 1811年12月21日）は、ドイツのブランデンブルク＝シュヴェート辺境伯家の公女で、アンハルト＝デッサウ侯（のち公爵）レオポルト3世の妻。

## 生涯
ブランデンブルク＝シュヴェート辺境伯フリードリヒ・ハインリヒとのその妻でアンハルト＝デッサウ侯レオポルト1世の娘であるレオポルディーネの間に長女として生まれた。1767年7月25日、ベルリンのシャルロッテンブルクにおいて従兄のアンハルト＝デッサウ侯レオポルト3世と結婚した。夫は1807年に公爵に陞爵した。夫妻の間には一人息子のフリードリヒ（1769年 - 1814年）が生まれた。
ルイーゼは教養をもつ博識な女性で、芸術に明るいことで知られていた。1775年にはイングランド、スイス、イタリアをめぐるヨーロッパ旅行に出かけている。